# Cikadongdong (Singaparna)
Cikadongdong is een bestuurslaag in het regentschap Tasikmalaya van de provincie West-Java, Indonesië. Cikadongdong telt 5728 inwoners (volkstelling 2010).